# Guillaume d'Alnwick
Guillaume d'Alnwick (en latin Guillelmus Alaunovicanus) est un franciscain moine et théologien et évêque de Giovinazzo, qui a pris son nom de Alnwick dans le Northumberland, né vers 1275, et mort à Avignon en mars 1333.

## Biographie
On sait peu de choses de sa jeunesse. En 1303, il a été docteur en théologie diplômé à Paris, puis il figure parmi les rares maîtres étrangers qui se rangèrent du côté de Philippe IV le Bel, roi de France, dans sa dispute avec le pape Boniface VIII. Guillaume d'Alnwick a également donné des conférences dans d'autres centres européens d'apprentissage, notamment Montpellier, Bologne et Naples. Il doit être retourné en Angleterre au cours de la deuxième décennie du XIVe siècle, car il est enregistré comme le quarante-deuxième maître régent franciscain à l'Université d'Oxford, lorsque Henry Harclay était chancelier de l'université.
Les marginalia manuscrits de Guillaume d'Alnwick montrent qu'il a fait partie du débat contemporain qui s'est répandu dans toute l'Europe et qui comprenait les idées d'hommes tels que Thomas d'Aquin, Bonaventure, Henri de Gand, Pierre Auriol, Jacques d'Ascoli, Godefroid de Fontaines, Henry Harclay et Thomas Wylton. Son principal collaborateur, cependant, a été Jean Duns Scot, et c'est cela qui l'a sauvé de l'obscurité.
Il a travaillé avec Duns Scot dans la production de son Commentaire sur les condamnations (Ordinatio), a retiré l'un de ses Collationes et a compilé les longs ajouts (Additiones magnae) qui devaient combler les lacunes de l' Ordinatio. Mais bien que Guillaume d'Alnwick fonde sa philosophie et sa théologie sur les points de départ fondamentaux de l'enseignement de Duns Scot, il s'écarte de son collègue lorsqu'il est en désaccord, en particulier dans ses commentaires sur les Sentences lus à Paris avant 1315 où il s'oppose à Duns Scot sur sa doctrine de l'univocité de l'être.
Guillaume d'Alnwick a participé au chapitre général de l'ordre franciscain tenu à Pérouse en 1322, où il a rejoint les théologiens qui ont rédigé et signé le décret De paupertate Christi attaquant la position sur la pauvreté de l'église promulguée par le pape Jean XXII. Dans la dernière section de ses déterminations, il a soutenu que le Christ et ses apôtres ne possédaient rien ni personnellement ni en commun. Cette opposition à la position papale a amené Jean XXII à engager des poursuites contre Guillaume d'Alnwick, qui s'est enfui à Naples, où le roi Robert d'Anjou l'a protégé. En 1330, Robert d'Anjou le fait nommer évêque de Giovinazzo.
Barthélemy de Pise le mentionne comme un des plus fameux théologiens de la nation anglaise.

## Manuscrits
- Quodlibets, vers 1316, Rome, Bibliothèque vaticane, ms. latin 1012, feuillets 13v-39

## Publications modernes
- Guillelmus de Alnwick, Questiones disputatae de esse intelligibili et de quolibet édition d'Athanasius Ledoux, Bibliotheca Franciscana Scholastica Medii Aevi X, Quaracchi, Typographia Collegii S. Bonaventura, Firenze, 1937.

## Source
- (en) Cet article est partiellement ou en totalité issu de l’article de Wikipédia en anglais intitulé « William of Alnwick » (voir la liste des auteurs).